# Karel Husa
Karel Husa (7. srpna 1921 Praha – 14. prosince 2016) byl americký hudební skladatel a dirigent českého původu. V zahraničí byl pokládán za jednoho z nejvýznamnějších českých hudebních skladatelů. V Česku je jeho dílo opomíjeno. Jedná se o nositele prestižní Pulitzerovy ceny za hudbu z roku 1969 za Smyčcový kvartet č. 3.

## Studia, život a praxe
V roce 1939 byl přijat na pražskou konzervatoř, kde studoval skladbu u profesora Jaroslava Řídkého a dirigování u Metoda Doležila a Pavla Dědečka. Z doby studia se datují jeho první úspěchy při veřejných vystoupeních. Jeho Sonatina pro klavír op. 1 byla příznivě přijata kritikou. Podobně jeho absolventský koncert v lednu 1945, kde osobně řídil provedení své Předehry pro velký orchestr, op. 3.
V roce 1945 byl přijat na mistrovskou školu pražské konzervatoře, kterou absolvoval v roce 1947 pod vedením Jaroslava Řídkého. Od roku 1946 studoval skladbu a dirigování v Paříži na École normale de musique de Paris a Conservatoire de musique de Paris u Arthura Honeggera a Nadii Boulanger. Dalšími jeho učiteli byli Jean Fournet, Eugène Bigot a André Cluytens.
V roce 1948 uvedlo Smetanovo kvarteto na Pražském jaru Husův Smyčcový kvartet č. 1, který byl tomuto tělesu autorem připsán. Kvartet byl v roce 1950 vyznamenán Cenou Lili Boulanger, v roce 1951 cenou festivalu v Bilthovenu. Uveden byl na festivalech v Bruselu, Salcburku a Darmstadtu.
Po únoru 1948 se Husa již do Československa nevrátil a zůstal v Paříži. Jeho skladby proto na dalších čtyřicet let zmizely z českých pódií. během pařížského pobytu vytvořil mimo jiné skladby: Divertimento pro smyčcový orchestr, Concertino pro klavír a orchestr, Slovenské evokace (Évocations de Slovaquie), Hudba pro amatéry - čtyři snadné kusy (Musique d'amateurs, Quatre pièces faciles), Portrét pro smyčcový orchestr, Symfonice č. 1, Sonáta pro klavír č. 1, Smyčcový kvartet č. 2. Husa je zpočátku ve své tvorbě ovlivněn Vítězslavem Novákem, Leošem Janáčkem, Bélou Bartókem a Igorem Stravinským. Pod vlivem Honeggerovým pak přibírá vlivy nejnovějších podnětů (atonalita, dodekafonie, serialismus) a stále je ovlivněn lidovou hudbou své vlasti.
V roce 1954 mu hudební oddělení na Cornellově univerzitě v americkém městě Ithaca nabídlo, aby se zde ujal výuky skladby, hudební teorie a dirigování. V březnu 1954 tedy Husa s rodinou přesídlil do USA. V roce 1959 se stal americkým občanem a jeho působení na univerzitě bylo změněno z časově omezeného na trvalé.
V roce 1968 na protest proti okupaci Československa armádou Sovětského svazu a armádami jeho satelitních států složil legendární Hudbu pro Prahu 1968, kterou ve své vlasti provedl až v únoru 1990 po Sametové revoluci.
Kromě pedagogické činnosti a komponování působil také jako dirigent u dlouhé řady renomovaných zahraničních symfonických orchestrů. Pro klarinetovou mezinárodní hudební soutěž konanou v rámci festivalu Pražské jaro v roce 2008 napsal tři nové skladby pro sólový klarinet.

## Výběr skladeb
| název                                                                                       | druh díla                                                                    | rok vzniku | délka | obsazení                                                       | nakladatel                                                                                                | poznámka                                                                                               |
| ------------------------------------------------------------------------------------------- | ---------------------------------------------------------------------------- | ---------- | ----- | -------------------------------------------------------------- | --- | --- |
| Divertimento pro smyčcový orchestr                                                          | orchestrální skladby                                                         | 1948       | 15’   |                                                                | Schott | |
| Concertino pro klavír a orchestr                                                            | orchestrální skladby                                                         | 1949       | 15’   | 2-2-2-2, 2-2-0-0, perc, str                                    | Schott | také ve verzi pro dva klavíry                                                                          |
| Hudba pro amatéry - čtyři snadné kusy                                                       | orchestrální skladby                                                         | 1953       | 15’   | ob, tpt, perc, str                                             | Schott | |
| Portrét pro smyčcový orchestr                                                               | orchestrální skladby                                                         | 1953       | 13’   |                                                                | Schott | |
| Symfonie č. 1                                                                               | orchestrální skladby                                                         | 1953       | 27’   | 3-3-3-3, 4-3-3-1, perc, hp(2), pf, str                         | Schott, Composers Recording Inc.                                                                          | |
| Fantazie pro orchestr                                                                       | orchestrální skladby                                                         | 1956       | 19’   | 1(pic)-1-1-0, 0-3-0-0, perc, pf, str                           | Schott, Grenadina Productions, Editorial Discographica de la Universidad Nacional de Rosario              | |
| Nokturno (z Fantazií pro orchestr)                                                          | orchestrální skladby                                                         | 1956       | 7’    | 1(pic)-1-1-0, 0-3-0-0, perc, pf, str                           | Schott, Composers Recording Inc.                                                                          | |
| Poem pro violu a komorní orchestr                                                           | orchestrální skladby                                                         | 1959       | 13’   | ob, hn, pf, str                                                | Schott | verze pro violu a klavír                                                                               |
| Elegoe a rondo pro altsaxofon a orchestr                                                    | orchestrální skladby                                                         | 1961       | 10’   | 2-2-2-2, 2-2-0-0, perc, pf, str                                | Alphonse Leduc                                                                                            | verze pro altsaxofon a klavír                                                                          |
| Mozaiky pro orchestr                                                                        | orchestrální skladby                                                         | 1961       | 15’   | 1(pic)-1(E hn)-1(bcl)-1, 2-2-2-0, timp, perc, cel, hp, pf, str | Schott, Composers Recording Inc.                                                                          | |
| Freska pro orchestr                                                                         | orchestrální skladby                                                         | 1963       | 11’   | 3-3-3-3, 4-3-3-1, perc, hp, pf, str                            | Associated Music Publishers, Inc.                                                                         | |
| Serenáda pro dechový kvintet, smyčce, xylofon a harfu                                       | orchestrální skladby                                                         | 1963       | 15’   |                                                                | Alphonse Leduc, Composers Recording Inc.                                                                  | |
| Koncert pro žesťové kvinteto a smyčcový orchestr                                            | orchestrální skladby                                                         | 1965       | 25’   | soli: 2tpt, hn, tmb, tuba                                      | | |
| Hudba pro Prahu 1968                                                                        | orchestrální skladby                                                         | 1968       | 19’   | 3-3-3-3, 4-4-3-1, timp, perc, cel, hp, pf, str                 | Associated Music Publishers, Inc., Louisville Orchestra                                                   | verze pro koncertní dechový orchestr                                                                   |
| Dva Michelangelovy sonety                                                                   | orchestrální skladby                                                         | 1971       | 16’   | 3-3-3-2, 4-4-3.1, timp, perc, hp, str                          | Associated Music Publishers, Inc., Louisville Orchestra                                                   | |
| Koncert pro trubku a koncertní dechový orchestr                                             | orchestrální skladby                                                         | 1973       | 14’   | 3-3-3-3, 4-4-3-1, timp, 3 perc, cbs                            | Associated Music Publishers, Inc.                                                                         | verue pro trubku a klavír                                                                              |
| Statečný cínový vojáček (pro vypravěče a orchestr podle pohádky Hanse Christiana Andersena) | orchestrální skladby                                                         | 1974       | 26’   | 2-2-2-2, 2-2-0-0, timp, hp, perc, str                          | | |
| Monodrama, balet                                                                            | orchestrální skladby                                                         | 1976       | 23’   |                                                                | Associated Music Publishers, Inc., Louisville Orchestra                                                   | |
| Pastorale pro smyčcový orchestr                                                             | orchestrální skladby                                                         | 1979       | 7’    |                                                                | Associated Music Publishers, Inc.                                                                         | |
| Trojské ženy, scény z baletu pro orchestr                                                   | orchestrální skladby                                                         | 1984       | 22’   | 2-2-2-2, 2-2-1-0, timp, 3 perc, hp, pf, str                    | Associated Music Publishers, Inc., Louisville Orchestra                                                   | |
| Symfonie č. 2 Reflections (Zrcadlení)                                                       | orchestrální skladby                                                         | 1983       | 20’   | 2-2-2-2, 2-2-0-0, timp, perc, hp, str                          | Associated Music Publishers, Inc.                                                                         | |
| Symfonická suita                                                                            | orchestrální skladby                                                         | 1984       | 19’   | 3-3-3-3, 4-3-3-1, timp, 4 perc, hp, pf, str                    | Associated Music Publishers, Inc.                                                                         | |
| Koncert pro orchestr                                                                        | orchestrální skladby                                                         | 1986       | 39’   | 3-3-3-3, 4-4-3-1, timp, 4 perc, hp, pf, str                    | Associated Music Publishers, Inc.                                                                         | |
| Koncert pro varhany a orchestr                                                              | orchestrální skladby                                                         | 1986       | 21’   | 3 tpts, timp, 2 perc, str                                      | Associated Music Publishers, Inc.                                                                         | |
| Koncert pro trubku a orchestr                                                               | orchestrální skladby                                                         | 1987       | 20’   | 2-2-2-2, 2-2-0-0, timp, 3 perc, hp, str                        | Associated Music Publishers, Inc.                                                                         | verze pro trubku a klavír                                                                              |
| Koncert pro violoncello a orchestr                                                          | orchestrální skladby                                                         | 1988       | 27’   | 3-3-3-3, 4-3-3-1, timp, 3 perc, hp, str                        | Associated Music Publishers, Inc.                                                                         | |
| Předehra Mládí                                                                              | orchestrální skladby                                                         | 1991       | 27’   |                                                                | Associated Music Publishers, Inc.                                                                         | |
| Koncert pro housle a orchestr                                                               | orchestrální skladby                                                         | 1992       |       |                                                                | | |
| Divertimento pro žesťové a bicí nástroje                                                    | skladby pro dechové a bicí nástroje a skladby pro koncertní dechový orchestr | 1959       | 15’   |                                                                | | Rozšířená verze vybraných částí z Osmi českých duet z roku 1955                                        |
| Koncert pro altsaxofon a koncertní dechový orchestr                                         | skladby pro dechové a bicí nástroje a skladby pro koncertní dechový orchestr | 1967       | 20’   |                                                                | Associated Music Publishers, Inc., Golden Crest Records Inc.                                              | verze pro altsaxofon a klavír                                                                          |
| Hudba pro Prahu 1968                                                                        | skladby pro dechové a bicí nástroje a skladby pro koncertní dechový orchestr | 1968       | 19’   |                                                                | Associated Music Publishers Inc., Golden Crest Records Inc., Belwin Mills, CBS Records Inc., Mark Records | původní verze pro koncertní dechový orchestr                                                           |
| Apoteóza této země                                                                          | skladby pro dechové a bicí nástroje a skladby pro koncertní dechový orchestr | 1970       | 25’   |                                                                | Associated Music Publishers Inc., Golden Crest Records Inc.                                               | Původní verze pro koncertní dechový orchestr, nová verze (1990) pro koncertní dechový orchestr a sbor. |
| Koncert pro bicí nástroje a dechový soubor                                                  | skladby pro dechové a bicí nástroje a skladby pro koncertní dechový orchestr | 1971       | 18’   | pět sólistů na bicí nástroje                                   | Associated Music Publishers Inc., Golden Crest Records Inc.                                               | |
| Koncert pro trubku a koncertní dechový orchestr                                             | skladby pro dechové a bicí nástroje a skladby pro koncertní dechový orchestr | 1973       | 14’   |                                                                | Associated Music Publishers Inc.                                                                          | verze pro trubku a klavír                                                                              |
| Al Fresco pro koncertní dechový orchestr                                                    | skladby pro dechové a bicí nástroje a skladby pro koncertní dechový orchestr | 1973       | 12’   |                                                                | Associated Music Publishers Inc., Golden Crest Records Inc.                                               | |
| Fanfára pro žesťové a bicí nástroje                                                         | skladby pro dechové a bicí nástroje a skladby pro koncertní dechový orchestr | 1980       | 6’    |                                                                | Associated Music Publishers Inc.                                                                          | |
| Infrády a interludia pro sedm trubek a bicí nástroje                                        | skladby pro dechové a bicí nástroje a skladby pro koncertní dechový orchestr | 1980       | 15’   |                                                                | Associated Music Publishers Inc.                                                                          | |
| Koncert pro dechový ansámbl                                                                 | skladby pro dechové a bicí nástroje a skladby pro koncertní dechový orchestr | 1982       | 19’   |                                                                | Associated Music Publishers Inc.                                                                          | |
| Koncertino pro klavír a soubor dechových nástrojů                                           | skladby pro dechové a bicí nástroje a skladby pro koncertní dechový orchestr | 1984       | 15’   | klavír a malý dechový soubor - asi 35 hráčů                    | | Revize skladby z roku 1949, také ve verzi pro dva klavíry                                              |
| Smetanovská fanfára                                                                         | skladby pro dechové a bicí nástroje a skladby pro koncertní dechový orchestr | 1984       | 4’    | velký dechový soubor                                           | Associated Music Publishers Inc., Mark Records                                                            | |
| Dvanáct moravských písní                                                                    | vokální a vokálně symfonické skladby                                         | 1956       | 16’   | pro sólový hlas a klavír                                       | Associated Music Publishers Inc., Redwoods Records, Grenadilla Productions                                | |
| Slavnostní óda                                                                              | vokální a vokálně symfonické skladby                                         | 1964       | 4’    | pro sbor a orchestr                                            | Highgate Press - Galaxy                                                                                   | Také pro smíšený sbor a dechový orchestr nebo žesťový orchestr nebo varhany                            |
| Apoteóza této země                                                                          | vokální a vokálně symfonické skladby                                         | 1972       | 25’   | pro sbor a symfonický orchestr                                 | | Původní verze skladby pro koncertní dechový orchestr je z roku 1970                                    |
| Americké Te Deum                                                                            | vokální a vokálně symfonické skladby                                         | 1977       | 45’   | pro baryton, smíšený sbor a orchestr                           | Associated Music Publishers Inc.,                                                                         | Verze pro baryton, sbor a dechový orchestr z roku 1976                                                 |
| Čas od času jsou jitra...                                                                   | vokální a vokálně symfonické skladby                                         | 1981       | 6’    | smíšený sbor a cappella                                        | Associated Music Publishers Inc.,                                                                         | z Amerického Te deum                                                                                   |
| Tři moravské písně                                                                          | vokální a vokálně symfonické skladby                                         | 1981       | 10’   | smíšený sbor a cappella                                        | Associated Music Publishers Inc.,                                                                         | |
| Každý den                                                                                   | vokální a vokálně symfonické skladby                                         | 1981       | 7’    | smíšený sbor a cappella                                        | Associated Music Publishers Inc.,                                                                         | |
| Kantáta pro mužský sbor a žesťové kvinteto                                                  | vokální a vokálně symfonické skladby                                         | 1983       | 18’   |                                                                | Associated Music Publishers Inc.,                                                                         | |
| Dobrou noc                                                                                  | vokální a vokálně symfonické skladby                                         | 2000       | 18’   | píseň pro smíšený sbor a cappella                              | | |
| Monodrama, balet                                                                            | jevištní díla                                                                | 1976       | 23’   | 3-3-3-3, 4-3-3-1, timp, perc, hp, str                          | Associated Music Publishers Inc., Louisville Orchestra                                                    | |
| Statečný cínový vojáček, balet na námět pohádky Hanse Christiana Andersena)                 | jevištní díla                                                                | 1974       | 26’   | 2-2-2-2, 2-2-0-0, timp, hp, perc, str                          | Associated Music Publishers Inc.,                                                                         | |
| Trojské ženy, balet                                                                         | jevištní díla                                                                | 1980       | 45’   | 2-2-2-2, 2-2-1-0, timp, 3 perc, hp, pf, str                    | Associated Music Publishers Inc., Louisville Orchestra                                                    | |
| Sonatina pro klavír                                                                         | skladby pro klávesové nástroje                                               | 1934       | 12’   |                                                                | Associated Music Publishers Inc., Golden Crest Records Inc.                                               | |
| Sonáta pro klavír č. 1                                                                      | skladby pro klávesové nástroje                                               | 1950       | 23’   |                                                                | Schott, Golden Crest Records Inc.                                                                         | |
| Osm českých duet pro klavír na čtyři ruce                                                   | skladby pro klávesové nástroje                                               | 1955       | 18’   |                                                                | Schott, Orion Masters Records                                                                             | |
| Elegie pro klavír                                                                           | skladby pro klávesové nástroje                                               | 1957       | 5’    |                                                                | Alphonse Leduc, Golden Crest Records Inc.                                                                 | |
| Sonáta pro klavír č. 2                                                                      | skladby pro klávesové nástroje                                               | 1975       | 18’   |                                                                | Associated Music Publishers Inc., Golden Crest Records Inc.                                               | |
| Fragmenty pro varhany                                                                       | skladby pro klávesové nástroje                                               | 1986       | 6’    |                                                                | Associated Music Publishers Inc.                                                                          | |
| Smyčcový kvartet č. 1                                                                       | hudba pro komorní soubory                                                    | 1948       | 18’   |                                                                | Schott, Leonard Productions                                                                               | |
| Slovenské evokace                                                                           | hudba pro komorní soubory                                                    | 1951       | 15’   |                                                                | Schott, Grenadina Productions, Phoenix-KEM Enterprises                                                    | |
| Smyčcový kvartet č. 2                                                                       | hudba pro komorní soubory                                                    | 1953       | 20’   |                                                                | Schott, Everest Records, Phoenix-KEM Enterprises                                                          | |
| Čtyři malé kusy pro smyčce                                                                  | hudba pro komorní soubory                                                    | 1955       | 16’   |                                                                | Schott, Opus One                                                                                          | |
| Poem pro vilolu a klavír                                                                    | hudba pro komorní soubory                                                    | 1959       | 13’   |                                                                | Schott,                                                                                                   | verze pro violu a komorní orchestr                                                                     |
| Serenáda pro dechový kvintet a klavír                                                       | hudba pro komorní soubory                                                    | 1963       | 15’   |                                                                | Alphonse Leduc                                                                                            | viz také orchestrální skladby                                                                          |
| Elegie a rondo pro altsaxofon a klavír                                                      | hudba pro komorní soubory                                                    | 1961       | 10’   |                                                                | Alphonse Leduc, Brewster Records                                                                          | verze pro altsaxofon a orchestr                                                                        |
| Dvě preludia pro flétnu, klarinet a fagot                                                   | hudba pro komorní soubory                                                    | 1966       | 12’   |                                                                | Alphonse Leduc, Vox Productions Inc.                                                                      | |
| Koncert pro altsaxofon a klavír                                                             | hudba pro komorní soubory                                                    | 1967       | 20’   |                                                                | Associated Music Publishers Inc., Brewsters Records                                                       | |
| Smyčcový kvartet č. 3                                                                       | hudba pro komorní soubory                                                    | 1968       | 19’   |                                                                | Associated Music Publishers Inc., Everest Records, Phoenix-KEM Enterprises                                | |
| Divertimento pro žesťové kvinteto                                                           | hudba pro komorní soubory                                                    | 1968       | 16’   |                                                                | Associated Music Publishers Inc.,University of Iowa Press, Golden Crest Records Inc.                      | Rozšířená verze vybraných částí z Osmi českých duet z roku 1955                                        |
| Sonáta pro housle a klavír                                                                  | hudba pro komorní soubory                                                    | 1973       | 30’   |                                                                | Associated Music Publishers Inc., Grenadilla Records                                                      | |
| Koncert pro trubku a klavír                                                                 | hudba pro komorní soubory                                                    | 1973       | 14’   |                                                                | Associated Music Publishers Inc.                                                                          | verze pro trubku a dechový orchestr                                                                    |
| Krajinomalby pro žesťové kvinteto                                                           | hudba pro komorní soubory                                                    | 1977       | 22’   |                                                                | Associated Music Publishers Inc., Composers Recording Inc.                                                | |
| Tři taneční skici pro bicí nástroje                                                         | hudba pro komorní soubory                                                    | 1979       | 18’   |                                                                | Associated Music Publishers Inc.                                                                          | |
| Sonata a tre                                                                                | hudba pro komorní soubory                                                    | 1982       | 20’   | housle, klarinet a klavír                                      | Associated Music Publishers Inc., Grenadilla Records                                                      | |
| Vzpomínky pro dechové kvinteto a klavír                                                     | hudba pro komorní soubory                                                    | 1982       | 21’   |                                                                | Associated Music Publishers Inc.                                                                          | |
| Variace pro housle, violu, violoncello a klavír                                             | hudba pro komorní soubory                                                    | 1984       | 21’   |                                                                | Associated Music Publishers Inc., Orion Masters Records                                                   | |
| Intráda pro žesťové kvinteto                                                                | hudba pro komorní soubory                                                    | 1984       | 3’    |                                                                | Associated Music Publishers Inc.                                                                          | |
| Smyčcový kvartet č. 4                                                                       | hudba pro komorní soubory                                                    | 1990       | 22’   |                                                                | | |
| Sonatina pro flétnu a klavír                                                                | hudba pro komorní soubory                                                    | 2003       |       |                                                                | | Transkripce Sonatiny pro housle a klavír, op. 6                                                        |
| Tři etudy pro sólový klarinet                                                               | hudba pro komorní soubory                                                    | 2008       |       |                                                                | | |
| Smyčcový kvartet Op. 2                                                                      | raná nepublikovaná díla                                                      | 1943       | 20’   |                                                                | | |
| Předehra pro velký orchestr Op. 3                                                           | raná nepublikovaná díla                                                      | 1944       | 9’    | 3-3-3-3, 4-3-3-1, timp, perc, 2hps, str                        | | |
| Sinfonietta pro orchestr Op. 4                                                              | raná nepublikovaná díla                                                      | 1944       | 20’   | 2-2-2-2, 2-2-0-0, perc, hp, str                                | | |
| Suita pro violu a klavír Op. 5                                                              | raná nepublikovaná díla                                                      | 1945       | 15’   |                                                                | | |
| Sonatina pro housle a klavír Op. 6                                                          | raná nepublikovaná díla                                                      | 1945       | 15’   |                                                                | | |
| Tři fresky pro orchestr Op. 7                                                               | raná nepublikovaná díla                                                      | 1947       | 27’   | 3-3-3-3, 4-3-3-1, timp, perc, pf, 2 hps, str                   | | Původní verze, viz také Orchestrální hudba                                                             |

## Husa v repertoáru českých hudebních těles
V Česku, odkud Karel Husa v roce 1948 ve svých 26 letech emigroval, je jeho dílo opomíjeno. Tento dluh nyní splácí Symfonický orchestr hl. m. Prahy FOK. Je to asi ten nejpovolanější interpret Husova symfonického díla, vždyť mu řadu skladeb premiéroval či nahrál za poměrně dobrodružných podmínek. Dokonce právě s orchestrem FOK Karel Husa v roce 1946 absolvoval Státní konzervatoř. Soustavně se jeho tvorbou zabývá také Hudba Hradní stráže a Policie České republiky pod vedením šéfdirigenta Václava Blahunka.

## Ocenění a vyznamenání
- 1969 Pulitzerova cena za hudbu za Smyčcový kvartet č.3
- 1995 Medaile za zásluhy 1. stupně České republiky
- 1997 Stříbrná medaile Hlavního města Prahy
- 2000 Čestný doktorát Masarykovy univerzity
- 2000 Čestný doktorát Akademie múzických umění v Praze